# Tiny Toons Abenteuer: Total verrückte Ferien
Tiny Toons Abenteuer: Total verrückte Ferien (Original: Tiny Toon Adventures: How I Spent My Vacation) ist ein amerikanischer Direct-to-Video-Zeichentrickfilm von Warner Bros. Animation und Amblin Entertainment. Der Film wurde 1992 u. a. in den USA und Deutschland auf Video veröffentlicht. Der Film, in dem die Charaktere der Zeichentrickserie Tiny Toon Abenteuer (Original: Tiny Toon Adventures) auftreten, zeigt, was die Tiny Toons in ihren Sommerferien erleben.
Steven Spielberg war der Executive Producer des Films und Paul Dini, Nicholas Hollander, Tom Ruegger und Sherri Stoner schrieben das Drehbuch, während Tokyo Movie Shinsha, ein japanisches Filmstudio, für die Animation des Films zuständig war. Total verrückte Ferien hat eine Laufzeit von ca. 73 Minuten und wurde auf VHS-Kassette und Laserdisc veröffentlicht. Es handelte sich um den ersten Zeichentrickfilm, der in den USA als Direct-to-Video erschien. Der Film wurde später in vier Einzelepisoden der Tiny Toons-Fernsehserie ausgestrahlt.
Der Film war einer der bestverkauften Videofilme in den Vereinigten Staaten und war 16 Wochen lang in den 40 „Top Video Sales“ des Billboard Magazine. Lob erhielt der Film für seine Gags und die Veralberungen von Prominenten. Kritisiert wurde hingegen die Aufteilung der Geschichte in mehrere unabhängige Handlungsstränge und die Verwendung von Charakteren, die lediglich auf Looney Tunes-Charakteren basieren, anstatt der Looney Tunes-Charaktere selbst. Zu den Themen des Films gehören die Verballhornung der Popkultur und der Sommerferien.

## Handlung
Nach dem Semesterende an der Looniversität machen sich die Tiny Toons auf in die Sommerferien. Buster und Babs Bunny veranstalten ein Wasserpistolen-Duell, das zu der Überflutung von Acme Acres führt. Zusammen mit Byron Basset treiben die beiden auf einem Floß einen Fluss hinunter und landen im Süden der Vereinigten Staaten, wo die Bewohner ihnen aber nicht freundlich gesinnt sind: Babs wird beinahe von Opossums gekocht, während Buster später in die Hände einer Alligatorenfamilie gerät, da das Oberhaupt Big Daddy Boo ihn mit seinen drei Töchtern verheiraten will. Beide Male können sie sich gegenseitig retten. Mithilfe des Banjo spielenden Opossums, das als einziges ein Freund von Buster wird, können sie auch später von einem Schiff fliehen, wo sie den Passagieren, darunter den anderen Opossums und den Alligatoren, als Hauptgericht serviert werden sollen.
Plucky Duck fährt zusammen mit der Familie von Hamton J. Schwein zu dem Vergnügungspark Lach- und Spaßland. Die Fahrt erweist sich als sehr lang und schmerzhaft, zumal sich der erwartete Vergnügungspark als nicht so lustig wie erwartet herausstellt, und endet damit, dass Plucky von einem ausgebrochenen Irren mit einer Kettensäge und einer Hockeymaske, der an Jason erinnert, verfolgt wird, den die nichtsahnenden Schweine als Anhalter mitgenommen haben.
Währenddessen hat Fifi Le Fume ein Auge auf den Filmstar Johnny Pew geworfen und schafft es, ihn in dem Hotel, in dem er gerade wohnt, zu finden. Schließlich gehen die beiden zusammen ins Kino, um sich Skunknophobia anzuschauen, wo Johnny Fifi durch sein schlechtes Benehmen anwidert. Fifi schmeißt Johnny aus dem Kino, der daraufhin Elmyra Duff in die Hände fällt und ihr Haustier wird.
Fowlmouth schleppt Shirley the Loon in dieselbe Kinovorstellung, in der auch Fifi und Johnny sind. Den Film hat Fowlmouth schon hunderte Male gesehen: Er gibt die ganze Zeit lautstarke Kommentare bezüglich der Handlung ab und wird schließlich aus dem Kino geworfen.
Elmyra Duff hat einen Mordsspaß in einem Naturpark und tyrannisiert Tiere mit ihrer übertriebenen Tierliebe. Die Tiere können entkommen, indem sie den Wagen von Elmyras Familie stehlen und den Park verlassen.
Der Film endet damit, dass die Tiny Toons nach den Ferien wieder an die Looniversität zurückkehren.

## Themen
Ein Markenzeichen von Total verrückte Ferien war die Verballhornung von Filmen, der Popkultur und Prominenten. Laut Videos for Kids macht sich der Film über „die kalifornische Kultur und Jugend“ lustig, in dem es Prominente wie Roseanne Barr, Johnny Carson, Arsenio Hall, David Letterman, Jay Leno, Oprah Winfrey und Sylvester Stallone parodiert. Der Film macht sich auch über andere Zeichentrickfiguren wie Superman und Arielle, die Meerjungfrau lustig. Babs’ und Busters Flussfahrt ist eine Parodie des Films Beim Sterben ist jeder der Erste.
Jean MacCurdy erklärte, Total verrückte Ferien mache sich über die Sommerferien im Allgemeinen lustig, in dem er „die Langeweile während des Sommers und diese schrecklichen Autofahrten“ auf die Schippe nimmt. In dem Film erweist sich Plucky Ducks Autofahrt mit der Familie Hampton als sehr anstrengend. Plucky findet die einzelnen Familienmitglieder abstoßend und wird fast von einem entflohenen Massenmörder umgebracht. Der fiktionale Vergnügungspark, „Lach- und Spaßland“, ist eine Verballhornung von Walt Disney World.

## Entstehung
| Figur              | Originalsprecher | Deutscher Sprecher  |
| ------------------ | ---------------- | ------------------- |
| Buster Bunny       | Charlie Adler    | Wolfgang Ziffer     |
| Kinokartenabreißer | Charlie Adler    |                     |
| Babs Bunny         | Tress MacNeille  | Janina Richter      |
| Babs’ Mutter       | Tress MacNeille  |                     |
| Drive-In-Kellnerin | Tress MacNeille  |                     |
| Big Boo            | Tress MacNeille  | Barbara Ratthey     |
| Shirley Wasserhuhn | Gail Matthius    | Edith Hancke        |
| Sissy Boo          | Gail Matthius    |                     |
| Fifi Le Fume       | Kath Soucie      | Liane Rudolph       |
| Li’l Sneezer       | Kath Soucie      |                     |
| Little Boo         | Kath Soucie      |                     |
| Bimbette Skunk     | Kath Soucie      |                     |
| Hamton J. Schwein  | Don Messick      | Michael Habeck      |
| Radiosprecher      | Don Messick      |                     |
| Plucky Duck        | Joe Alaskey      | Sven Plate          |
| Konrad Kröte       | Joe Alaskey      |                     |
| Dizzy Devil        | Maurice LaMarche | Björn Schalla       |
| Streuner           | Frank Welker     |                     |
| Calamity Coyote    | Frank Welker     |                     |
| Little Beeper      | Frank Welker     |                     |
| Byron Basset       | Frank Welker     |                     |
| Onkel Stinky       | Frank Welker     |                     |
| Wile E. Coyote     | Frank Welker     |                     |
| Road Runner        | Frank Welker     |                     |
| Gogo Dodo          | Frank Welker     | Oliver Rohrbeck     |
| Fowlmouth          | Rob Paulsen      | Oliver Rohrbeck     |
| Johnny Pew         | Rob Paulsen      | Charles Rettinghaus |
| Mr. Hitcher        | Rob Paulsen      |                     |
| Horatio            | Rob Paulsen      |                     |
| Banjo Possum       | Rob Paulsen      | Stefan Fredrich     |
| Elmyra Duff        | Cree Summer      | Dorette Hugo        |
| Mary Melody        | Cree Summer      |                     |
| Sweetie Pie        | Candi Milo       |                     |
| Wade Schwein       | Jonathan Winters | Robert Dietl        |
| Winnie Schwein     | Edie McClurg     |                     |
| Big Daddy Boo      | Sorrell Booke    | Tom Deininger       |

Im Jahr 1990 berichtete das Bugs Bunny Magazine, dass Warner Bros. die Veröffentlichung von Total verrückte Ferien plane. Damals bezeichnete es den Film als „Tiny Toon Adventures home video“. Mit den Planungen für den Film wurde schon vor der Fernsehpremiere von Tiny Toon Abenteuer begonnen. Warner Bros. sprach mit Executive Producer Steven Spielberg über eine Kinoverwertung des Films, aber Spielberg bestand auf einer Direct-to-Video-Veröffentlichung. Spielberg erklärte, er wollte den Film direkt auf Video veröffentlichen, da „Zeichentrickfilme für ein mehrmaliges Anschauen ideal geeignet sind“, was er als einen wichtigen Grund für den Reiz dieses Genres für diejenigen, die sich Zeichentrickfilme zu Hause anschauen, betrachtete. In einem Interview mit der Los Angeles Times verriet Jean MacCurdy, der für die Produktionsüberwachung verantwortlich war, die Höhe des Budgets zwar nicht, sagte aber, dass er viel kostspieliger gewesen sei als die Serienfolgen von Tiny Toon Abenteuer. Laut Television Cartoon Shows: an Illustrated Encyclopedia von Hal Erickson betrug das Budget für eine Folge von Tiny Toon Abenteuer etwa $ 350.000.
Der Film hatte mit Rich Aarons, Ken Boyer, Kent Butterworth, Barry Caldwell, Alfred Gimeno, Arthur Leonardi and Byron Vaughns insgesamt sieben Regisseure. Total verrückte Ferien wurde von den Autoren Paul Dini, Nicholas Hollander, Tom Ruegger und Sherri Stoner geschrieben, die auch für die Fernsehserie schrieben. Ruegger war auch als Produzent für den Film tätig und Steven Spielberg war der Executive Producer. Die Animation des Films übernahm Tokyo Movie Shinsha, ein japanisches Filmstudio. Der Film hatte mit Rich Aarons, Ken Boyer, Kent Butterworth, Barry Caldwell, Alfred Gimeno, Arthur Leonardi and Byron Vaughns insgesamt sieben Regisseure.

## Veröffentlichung
Total verrückte Ferien wurde in den USA am 11. März auf Video und Laserdisc veröffentlicht. Jean MacCurdy erklärte, der Film sei zu diesem Zeitpunkt aufgrund des Ostergeschäfts veröffentlicht worden. Da der Film vom Einzelhandel stark nachgefragt wurde lieferte Warner Bros. fast eine Million Kopien aus, was laut der Los Angeles Times „einen Rekord für Direct-to-Video-Filme“ darstellt.
Total verrückte Ferien war der erste abendfüllende Zeichentrickfilm, der in den USA direkt auf Video veröffentlicht wurde. Zur damaligen Zeit war das Konzept, dass ein Zeichentrickfilm direkt auf Video veröffentlicht, für die Verbraucher so ungewohnt, dass einige von ihnen fälschlicherweise dachten, dass Total verrückte Ferien eine Sammlung von Tiny Toon Abenteuer-Episoden seien.
In den USA wurde der Film am 5. September 1993 auf Fox Kids in Form von vier Einzelepisoden von Tiny Toon Abenteuer, Episoden 97 bis 100, ausgestrahlt. Nachdem Warner Bros. am 29. Juli 2008 in den USA begonnen hatte, die Serie Tiny Toon Abenteuer auf DVD zu veröffentlichen, ließ Warner Home Video im Home Theater Forum mitteilen, dass es „keine Pläne“ für weitere Veröffentlichung der Serie Tiny Toon Abenteuer auf DVD gebe. Im Jahre 2012 erschien der Film zumindest in den USA als NSTC Version auf DVD.

## Kritiken
Die Kritiken waren überwiegend positiv. Der VideoHound’s Golden Movie Retriever gab drei von vier Knochen, hob besonders die Parodien hervor und schrieb: „Die Eltern werden durch das hohe Maß an Humor und die rasante Action genauso gut unterhalten [wie die Kinder]“.
Der Filmkritiker Leonard Maltin gab dem Film zweieinhalb von vier Sternen und bezeichnete ihn als „episodisch“, lobte jedoch die Besetzung, die Lieder und den Humor.
TV Guide bezeichnete den Film als einen „Knaller“ und führte die vielen Gags in dem Film an. Das Magazin gab den Rat, sich „den Film auf der Mattscheibe nur so zum Vergnügen anzuschauen“.
Das Buch Videos for Kids: The Essential, Indispensable Parent’s Guide to Children’s Movies on Video lobte den „ironischen Humor“ und die Parodien von Prominenten, warnte Eltern aber auch, dass der Film möglicherweise nicht für „Kinder, die zu jung sind, um Satire zu verstehen“ geeignet sei, da die Charaktere in dem Film „ungezogen und streitlustig sind und wohl keine guten Vorbilder darstellen“.
Videos for Kids befand dennoch, dass der Film „ein vergnügliches Filmerlebnis für die ganze Familie darstellen dürfte“.
Dennis Hunt von der Los Angeles Times sagte, dass das Format eines Direct-to-Video-Films „ungewöhnlich“ sei, dass der Film teilweise jedoch „wahnsinnig komisch“ sei, insbesondere in den Szenen, in denen er sich über Walt Disney World lustig macht.
Seit seiner Veröffentlichung ist Total verrückte Ferien als einer der „Top 20 (U.S.-Produced) Direct-to-Video Animated Films“ durch „Animated Movie Guide“ bewertet worden.
Nicht alle Kritiken fielen positiv aus. Steve Daly von Entertainment Weekly gab dem Film insgesamt ein „C+“ und erklärte, obwohl der Film „besser ist als das Meiste im Fernsehen“, sei er eine „gefällige Überarbeitung für Kinder“ der Looney Tunes -Zeichentrickfilme, auf denen die Tiny Toons basieren. Er bezeichnete die Charaktere als unreif und den Inhalt als „temporeich, ohne dabei jedoch komisch zu sein“.
Das Magazin Video Watchdog war 1992 besonders kritisch und bezeichnete den Film als „ein zweischneidiges Schwert“, „das eine zusammenhängende Handlung für eine lockere Rahmenhandlung ersetzt, die es ermöglicht, vier Geschichten mit verschiedenen Charakteren zu erzählen.“ Das Magazin stellte auch die Frage, inwieweit es sinnvoll ist, Charaktere zu verwenden, die stark an die klassischen Looney Tunes-Charaktere erinnerten, anstatt der klassischen Charaktere selbst.
Die Veröffentlichung von Total verrückte Ferien war einer der meistverkauften Videofilme in den Vereinigten Staaten. In den Billboard-Charts kam der Film bei den Verkäufen im April 1992 auf den 12. Platz. Im Mai 1992 kletterte Total verrückte Ferien auf Platz 9 bei den Verkäufen in den USA. Am 18. Juli 1992 war Total verrückte Ferien 16 Wochen lang in den 40 „Top Video Sales“ des Billboard Magazine. Am 27. Juni 1992 war der Film auf dem 5. Platz in Billboard’s „Top Kid Video“. Am 6. Februar 1993 war Total verrückte Ferien seit 41 Wochen in der Hitliste „Top Kid Video“. Der Toronto Star nannte zwar nicht die Höhe der Verkaufserlöse des Films, schrieb jedoch, dass sich der Film so gut verkauft habe, dass Warner Bros. sich entschloss, Folgen von Tiny Toon Abenteuer auf Video zu veröffentlichen.

## Belege
1. ↑  Doug, Atkinson; Fiona Zippan (1995), Videos for Kids: The Essential, Indispensable Parent’s Guide to Children’s Movies on Video, Rocklin: Prima Lifestyles, S. 157.
2. ↑  Mink, Eric (March 18, 1992), „A Looney Vacation With ‚Tiny Toons‘“, St. Louis Post-Dispatch
3. ↑  TV Guide 40, 1992.
4. ↑  Connors, Martin; Jim Craddock (2000), „Tiny Toon Adventures: How I Spent My Vacation“, VideoHound’s Golden Movie Retriever 2000, Farmington Hills: Thomson Gale, S. 923.
5. ↑  Hunt, Dennis (April, 1992). „This ‚Tiny Toon‘ Venture Isn’t From TV“. Los Angeles Times
6. ↑  Doug, Atkinson; Fiona Zippan (1995), Videos for Kids: The Essential, Indispensable Parent’s Guide to Children’s Movies on Video, Rocklin: Prima Lifestyles, S. 157.
7. ↑  Hunt, Dennis (April, 1992). „This ‚Tiny Toon‘ Venture Isn’t From TV“. Los Angeles Times. Erickson, Hal (2005), „Tiny Toon Adventures“, Television Cartoon Shows: An Illustrated Encyclopedia, 1949 Through 2003, 1 (2 ed.), McFarland & Company, S. 853.
8. ↑  Lazar, Jerry (1990), „Meet the Tiny Toons“, Bugs Bunny Magazine
9. ↑  Scott Hettrick: Puppies and bunnies and toons on the loose ‚Dalmations,‘ ‚Fievel Goes West,‘ ‚Tiny Toon Adventures‘ are coming. In: Kansas City Star. 17. Januar 1992, S. G23.
10. ↑  It’s About Doggone Time! In: The Miami Herald. 10. April 1992, S. 41G.
11. ↑  Erickson, Hal (2005), „Tiny Toon Adventures“, Television Cartoon Shows: An Illustrated Encyclopedia, 1949 Through 2003, 1 (2 ed.), McFarland & Company, S. 853.
12. ↑  Opening credits for Tiny Toon Adventures: How I Spent My Vacation
13. ↑  Closing credits for Tiny Toon Adventures: How I Spent My Vacation
14. ↑  Bowker’s Complete Video Directory: 1997, New Providence: R.R. Bowker, January, 1997, S. 1218.
15. ↑  „Tiny Toon Adventures Episodes“. Toon Zone. Archivierte Kopie (Memento des Originals vom 1. Februar 2010 im Internet Archive)  Info: Der Archivlink wurde automatisch eingesetzt und noch nicht geprüft. Bitte prüfe Original- und Archivlink gemäß Anleitung und entferne dann diesen Hinweis..
16. ↑  Clark, Mike (March 13, 1992), „New in Stores“, USA Today
17. ↑  Clark, Mike (March 13, 1992), „New in Stores“, USA Today
18. ↑  Clark, Mike (March 13, 1992), „New in Stores“, USA Today
19. ↑  Hunt, Dennis (April, 1992). „This ‚Tiny Toon‘ Venture Isn’t From TV“. Los Angeles Times
20. ↑  „It’s About Doggone Time!“. The Miami Herald, S. 41G. Apr 10, 1992.
21. ↑  Connors, Martin; Jim Craddock (2000), „Tiny Toon Adventures: How I Spent My Vacation“, VideoHound’s Golden Movie Retriever 2000, Farmington Hills: Thomson Gale, ISBN 978-1-57859-042-1, S. 923, Archivierte Kopie (Memento des Originals vom 3. März 2010 im Internet Archive)  Info: Der Archivlink wurde automatisch eingesetzt und noch nicht geprüft. Bitte prüfe Original- und Archivlink gemäß Anleitung und entferne dann diesen Hinweis., abgerufen am 7. Mai 2010.
22. ↑  Hunt, Dennis (April, 1992). „This ‚Tiny Toon‘ Venture Isn’t From TV“. Los Angeles Times
23. ↑  Lenburg, Jeff (2008), „Tiny Toon Adventures: How I Spent My Vacation“, The Encyclopedia of Animated Cartoons, 1 (3 ed.), Checkmark Books, S. 399.
24. ↑  „Tiny Toon Adventures Episodes“. Toon Zone. Archivierte Kopie (Memento des Originals vom 1. Februar 2010 im Internet Archive)  Info: Der Archivlink wurde automatisch eingesetzt und noch nicht geprüft. Bitte prüfe Original- und Archivlink gemäß Anleitung und entferne dann diesen Hinweis.. Abgerufen am 26. April 2010.
25. ↑  Lambert, David (June 21, 2008), Tiny Toon Adventures – Official Press Release for 1st DVD Releases of Tiny Toon Adventures, Freakazoid!, TVShowsonDVD.com, http://www.tvshowsondvd.com/news/Tiny-Toon-Adventures-Press-Release/9891, abgerufen am 29. April 2010.
26. ↑  Lambert, David (April 6, 2010), Site News – A Round-Up of News from Last Night’s Live Warner Home Video Chat at the HTF, TVShowsonDVD.com, http://tvshowsondvd.com/news/Site-News-2010-HTF-WHV-Chat/13565, abgerufen am 29. April 2010.
27. ↑  Connors, Martin; Jim Craddock (2000), „Tiny Toon Adventures: How I Spent My Vacation“, VideoHound’s Golden Movie Retriever 2000, Farmington Hills: Thomson Gale, ISBN 978-1-57859-042-1, S. 923, Archivierte Kopie (Memento des Originals vom 3. März 2010 im Internet Archive)  Info: Der Archivlink wurde automatisch eingesetzt und noch nicht geprüft. Bitte prüfe Original- und Archivlink gemäß Anleitung und entferne dann diesen Hinweis., abgerufen am 7. Mai 2010.
28. ↑  Maltin, Leonard; Cathleen Anderson, Pete Hammond (2000), Leonard Maltin’s 2001 Movie & Video Guide, Signet, S. 1442.
29. ↑  TV Guide 40, 1992.
30. ↑  Doug, Atkinson; Fiona Zippan (1995), Videos for Kids: The Essential, Indispensable Parent’s Guide to Children’s Movies on Video, Rocklin: Prima Lifestyles, S. 157.
31. ↑  Hunt, Dennis (April, 1992). „This ‚Tiny Toon‘ Venture Isn’t From TV“. Los Angeles Times
32. ↑  Beck, Jerry (2005), The Animated Movie Guide, Chicago, Illinois: Chicago Review Press, S. 327.
33. ↑  Steve, Daly (March 20, 1992), „Video Review: Tiny Toon Adventures (1992)“, Entertainment Weekly, Archivierte Kopie (Memento des Originals vom 21. Dezember 2009 im Internet Archive)  Info: Der Archivlink wurde automatisch eingesetzt und noch nicht geprüft. Bitte prüfe Original- und Archivlink gemäß Anleitung und entferne dann diesen Hinweis., abgerufen am 26. April 2010.
34. ↑  Video Watchdog (9): 18, 1992.
35. ↑  Associated Press (April 14-15, 1992), „Video Rentals, Sales“, Desert News: 2
36. ↑  Associated Press (May 7, 1992), „Top Video Rentals, Sales“, Pittsburgh Post-Gazette: C7
37. ↑  Top Video Sales, Billboard 104 (29): 51, July 18, 1992.
38. ↑  „Top Kid Video“, Billboard 104 (29): 48, June 27, 1992.
39. ↑  Top Kid Video, Billboard 105 (6): 48, February 6, 1993.
40. ↑  Wilner, Norman (July 18, 1992), „Turn On Toon In“, Toronto Star: SW8